# Agathe Fontain

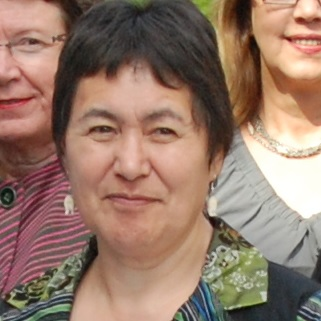
Agathe Fontain (2010)

Agathe Fontain (geb. Davidsen; * 9. Juni 1951 in Sisimiut) ist eine grönländische Politikerin (Inuit Ataqatigiit).

## Leben

### Frühes Leben
Agathe Fontain wurde als Tochter des Politikers Anguteeraq Davidsen (1931–2004/05) und seiner Frau Marie Enoksen († 2003) geboren.
Agathe Fontain besuchte die Folkeskole in Sisimiut und anschließend die Realschule in Nuuk. Nachdem sie als Kindermädchen gearbeitet hatte, war sie von 1972 bis 1973 auf der Sporthøjskole in Gerlev. Anschließend ließ sie sich bis 1976 als Pflegepädagogin am Behindertenheim für grönländische Kinder Andersvænge in Slagelse ausbilden. Anschließend arbeitete sie als Pädagogin an der Schule Minngortuunguup Atuarfia in Sisimiut. Von 1981 bis 1982 war sie Pädagogin am Grønlænderhuset in Holstebro. Am 1. Juni 1984 heiratete sie den Fischer und Jäger Leif Fontain (* 1955), Sohn des Malers Sîmûne Fontain und der Haushilfe Julie Berthelsen, mit dem sie drei Söhne hat. Von 1984 bis 1986 holte sie ihr Höheres Vorbereitungsexamen (vergleichbar mit der Sekundarstufe II) in Kopenhagen nach, wo sie anschließend an der Copenhagen Business School bis 1988 Gebärdensprache lernte.
Von 1989 bis 1998 war sie staatliche grönländische Konsulentin für Taube und anschließend bis 2009 Schulleiterin der Grönländischen Gehörlosenschule in Sisimiut. Von 1999 bis 2006 war sie zudem Mitglied des Gleichberechtigungsrats Grönlands, davon ab 2002 als Vorsitzende.

### Politikkarriere
Agathe Fontain wurde 1993 erstmals für die Inuit Ataqatigiit in den Rat der Gemeinde Sisimiut gewählt, wo sie bis zur Verwaltungsreform 2009 blieb, als die Gemeinde mit der Gemeinde Maniitsoq zur Qeqqata Kommunia zusammengelegt wurde. Sie kandidierte zudem erstmals bei der Parlamentswahl 1995 für einen Sitz im Inatsisartut, wurde aber nicht gewählt. Bei der Folketingswahl 1998 war sie Zweite Stellvertreterin von Johan Lund Olsen, der nicht gewählt wurde. Bei der Parlamentswahl 1999 trat sie erneut an, erhielt aber wieder nicht genügend Stimmen. Bei der Folketingswahl 2001 kandidierte sie selbst, wurde aber auch nicht gewählt.
Bei der Parlamentswahl 2002 konnte sie erstmals einen Platz im Inatsisartut erlangen. Bei der Wahl 2005 erhielt sie die viertmeisten Stimmen ihrer Partei und verteidigte somit ihren Sitz im Parlament. Im November 2006 wurde sie als Nachfolgerin der zurückgetretenen Asii Chemnitz Narup zur Ministerin für Gesundheit und Umwelt im Naalakkersuisut im Kabinett Enoksen IV ernannt. Im Mai 2007 schied die Inuit Ataqatigiit jedoch aus der Regierung aus. Bei der Kommunalwahl 2008 wurde sie in den Rat der neuen Qeqqata Kommunia gewählt.
Bei der Parlamentswahl 2009 wurde sie erneut ins Inatsisartut gewählt und anschließend erneut für vier Jahre zur Gesundheitsministerin im Kabinett Kleist ernannt.
Bei der Wahl 2013 wurde sie zum vierten Mal in Folge ins Parlament gewählt. Bei der Kommunalwahl im selben Jahr wurde sie erneut in den Kommunalrat gewählt. Bei der Parlamentswahl 2014 wurde sie erneut wiedergewählt. Im Oktober 2016 wurde sie zur Ministerin für Gesundheit und Nordische Zusammenarbeit im Kabinett Kielsen II ernannt, was sie bis zum Ende der Legislaturperiode blieb. Bei der Kommunalwahl 2017 trat sie hingegen nicht mehr an.
Bei der Parlamentswahl 2018 erreichte sie nur noch den vierten Nachrückerplatz der Inuit Ataqatigiit und verlor, war somit erstmals seit 16 Jahren nicht mehr im Inatsisartut vertreten. Am 27. Oktober 2020 wurde sie von dort aus für vier Wochen ins Parlament berufen, nachdem die vor ihr platzierte Debora Kleist auf den Sitz verzichtet hatte.
Bei der Kommunalwahl 2021 kandidierte sie wieder für einen Sitz im Kommunalrat, erreichte aber nur den zweiten Nachrückerplatz. Bei der Parlamentswahl am selben Tag erreichte sie den siebten Nachrückerplatz der Inuit Ataqatigiit und rückte von dort aus für die sieben Regierungsmitglieder ins Parlament auf. Anfang 2023 wurde sie wieder Mitglied im Kommunalrat, da Mimi Karlsen wegen ihres Ministerpostens beurlaubt war und die erste Nachrückerin Malia Larsen Rosing verstorben war. Am 25. September 2023 wurde sie wieder zur Gesundheitsministerin im Kabinett Egede II ernannt. Mit 72 Jahren bei Amtsantritt wurde sie die mit Abstand älteste Person, die in Grönland ein Ministeramt bekleidet hat.
Bei der Parlamentswahl 2025 erreichte sie nur noch den zehnten Nachrückerplatz ihrer Partei.